# Englee Island
Englee Island, voorheen ook bekend als Grevigneux Island (Frans: Île de Grevigneux), is een eiland van 0,65 km² in de Canadese provincie Newfoundland en Labrador. Het eiland ligt vlak voor de kust van Newfoundland en maakt deel uit van de gemeente Englee.

## Geografie
Englee Island is 1,7 km lang en heeft een maximale breedte van 560 m. Het is gelegen in het uiterste oosten van Canada Bay, een baai aan de oostkust van het Great Northern Peninsula van Newfoundland, nabij de aftakking van Bide Arm.
Het eiland ligt vrijwel nergens meer dan 150 m verwijderd van het "vasteland" van Newfoundland. Op het smalste punt scheidt slechts 10 m aan water beide eilanden van elkaar. Op dat punt is een brug gebouwd, waardoor het op Grevigneux Island gelegen gedeelte van Englee vlekkeloos overloopt in het op Newfoundland gelegen gedeelte van het dorp.
Aan het zuidoostelijke uiteinde van het eiland ligt het 5 ha metende Barr'd Island (ook Aiguillettes Island genoemd). Het is via een 40 m lange dijk met Grevigneux Island verbonden.

## Geschiedenis
Op het eiland, toen nog Grevigneux Island genaamd, bevond zich al in de vroege 17e eeuw een belangrijke vissersnederzetting aan de Franse kust van Newfoundland. Met zo'n 70 vanuit de haven opererende boten was Grevigneux Island bij verre het grootste vissersdorp aan de oostkust van het Great Northern Peninsula. Het belang van de plaats daalde wel sterk en ca. 1800 waren er maar 20 vissersboten meer actief vanaf het eiland.